# Illyés István
Illyés István József (Csíkszentgyörgy, 1650. december 26. – ?, 1711) bölcseleti doktor, nagyprépost, apát, kanonok és címzetes szendrői (szamandriai) püspök, Illyés András erdélyi püspök testvére.

## Élete
A székelyföldi Csíkszentgyörgyön született 1650. december 26-án Illyés János és Kánya Katalin csíkszentgyörgyi helybéli nemesek fiaként, Illyés András erdélyi püspök öccseként. Előtanulmányit 1658-ban szülőfalujában kezdte Tompos Péter helyi iskolamester munkássága alatt, majd az első és második gimnáziumi osztályt a csíksomlyói ferencesek iskolájában, a harmadik osztályt 1666-ban Ungváron, a negyedik osztályt 1668-ban Szepesen, a többi gimnáziumi osztályt Pozsonyban végezte el, majd a Szent Imréről elnevezett pozsonyi papnevelő intézet, 1671-től pedig a Pázmáneum növendéke lett. A Pázmáneum alumnusaként 1672. november 25-től Bécsben tanult, elnyerve a „A szabadművészetek mestere" (magister artium) címet. Már mint bölcseleti doktor, 1674. november 6-án Szelepcsényi György esztergomi prímás Rómába küldte a Német–Magyar Kollégiumba teológiai tanulmányai befejezésére. Tanulmányai befejeztével, 1677. február 14-én pappá szentelték.
Magyarországra visszatérve, 1678. július 31-én a nádszegi plébániára nevezték ki plébánosnak, ahol öt évet szolgált. 1684 januárjában a püspöki plébániára küldték, de már májusban Pozsonyba kényszerült menni. 1685-ben Nagyszombaton jogtanár lett, ahonnan 1686. november 29-én visszament a püspöki plébániára. 1688. március 14-én esztergomi kanonok és somorjai plébános lett. 1689. augusztus 11-én honti, 1690. március 4-én zólyomi főesperes, 1691. április 22-én szenttamási prépost, 1691. július 29-én szentjobbi apát lett. 1693. október 4-én esztergomi őrkanonokká, 1696. április 19-én éneklőkanonokká, 1707. október 24-én olvasókanonokká vált. 1708. november 30-án esztergomi nagyprépost, majd általános érseki helynök és végszendrői püspök lett. 1711-ben halt meg. Több vallási tárgyú mű szerzője. Végrendeletében bőkezűen gondoskodott a kolozsvári jezsuita szemináriumról.

## Művei
- Lelki Tej. Avagy Catechismus. Az az, A keresztyéni Tudománnak Első és az üdvösségre szükségesb részeiről való Tanítások. Mellyeket Nevezetes Autorokból, és főképpen a Római Catechismusból, egy formába szedett; hasznos kérdésekkel és feleletekkel magyarázott. Nagy-Szombat, 1686. (2. kiadás. Uo. 1697.)
- Soltári Énekek A Magyar Anyaszentegyház vigasztalására és Halottas Énekek A Szomorú Temetések alkalmatosságára. Hozzá-adatván rövideden. A jól meg-haláshoz való készület. Uo. 1693. Három rész (Mind három rész külön czímmel. 2. kiadás, Uo. 1749. Buda, 1781.; további kiadásai: 1809., 1847. és 1860. Uo. és Bpest, 1894.)
- Készület A jól meg-haláshoz, Szép oktatásokkal, biztatásokkal, főfő jósagos cselekedetek gyakorlásával, Imádságokkal, és Istenhez-való fohászkodásokkal, felkészíttetett; és először Francziául, azután Olaszúl, és Deákúl bévebben: Most pedig ... Magyarul rövidebben, és némely változással, s néhol hozzá-adással is, ki-bocsáttatott: a halandók, és halálos betegségben vonakodók vigasztalására, segedelmére: és az őket vigasztalók üdvösséges foglalatosságára. Nagy-Szombat, 1693. (Az I. Soltári Énekeihez mellékelt nagy-szombati 1693. kiadástól különböző önálló kiadás.)
- Catecheses Doctrinae Christianae, seu compendiosa Christiani hominis, in rebus Fidei, Morum, & Controversiarum Institutio. Scripturarum Divinarum testimonijs, Sanctorum Patrum Sententijs, Sanctorumque Canonum & Conciliorum Authoritatibus solidata. Atque in hanc docendi, & e Cathedra dicendi Methodum Studio & Opera ... Hungarico primum idiomate concinnata; jam vero Latinitate donata, passimque aucta. Tyrnaviae, 1701.
- Sertum Sanctorum. A Dicsöült Szentek Dicséretinek jó illatu virágiból kötött koszorú. Az-az Ünnep napokra készíttetett Prédikácziók,. Mellyeket Előnyelvi prédikálása után rendbevett, hellyesleg bévitett, és írásban kiadott. Uo. 1708. Két rész.
- Fasciculus Miscellaneus. Az-az, Némelly ünnepi solennitásokra, s egyéb ollykor adatott külömbféle alkalmatosságokra, készíttetett, es kötéskébe foglaltatot Egynéhány Prédikácziók. Mellyeket Elő nyelvi prédikálása után rendbevett, helylyesleg bévitett, és írásban ki-adott. Uo. 1710. (2. kiadás, Uo. 1725.)
- Menybe Vitetet Boldogságos Szűz Maria Congregatziojának, Melly Nagy-Szombat...Parochialis Ecclesiájában... mind a két Nemből-való, és minden allapot-béli, Krisztus Hivei átitatosságának öregbülésére... 1615-ben fundáltatott... eredete: Regulái: Búcsú. Hozzáadatván A Hitnek vallás-tétele a bé-vételkor: és egynéhány áitatos Imádságok, és Litaniák. Uo. 1710. (Irta latinul 1628. Draskovics György, magyarra fordítva kiadta Jaklin Balázs 1684., most némely változtatásokkal Illyés István.)
- Illyés István kronikája. Esztergom 1863. (Kivonatban M. Sion 881. 1. és teljesen Uo. 1865. 809., 881. 1.)
- Liber Rationum Custodialium Ecclesiae Metrop. Strigon. ab A. 1693-1696. 4rét, 1698-ból. (Kéziratban megtalálható az esztergomi főegyházmegye könyvtárában.)